# Franz Kutschera
Franz Kutschera (Oberwaltersdorf, 22 februari 1904 – Warschau, 1 februari 1944) was een Oostenrijks nationaalsocialistische gouwleider en SS-Brigadeführer (brigadegeneraal) en Generalmajor in de politie. Hij was ook parlementslid voor de NSDAP in de Rijksdag.

## Leven
Kutschera was de zoon van een tuinman. Na de basisschool en de bürgerschule, werd hij in 1918/1919 een scheepsjongen in de Kaiserliche und Königliche Kriegsmarine. Aansluitend slaagde hij voor zijn opleiding tot tuinman, en was daarna werkzaam in dit vak. In de jaren '20 leefde hij in Tsjecho-Slowakije. Hij werd in 1930 lid van de NSDAP en eind 1931 werd hij ook lid van de SS.
In 1934 werd Kutschera plaatsvervangend gouwleider van Karinthië. Van 1935 tot maart 1938 was hij leider van de 90. SS-Standarte „Kärnten“, die na zijn dood in 1944 in „Franz Kutschera“ hernoemd werd. Hij was in Oostenrijk tijdens het austrofascisme, tot het voorjaar van 1938 vanwege zijn SS-activiteiten bijna een jaar in de gevangenis, onder andere in het Anhaltelager Wöllersdorf.
Vanwege de Anschluss van Oostenrijk bij het Derde Rijk, was hij van februari 1938 tot maart 1938 gouwleider van Karinthië. Daarna als plaatsvervangend gouwleider, en van 1940 tot november 1941 als Gaugeschäftsführer van en het sinds 1941 door Duitsland geannexeerde deel van Slovenië. Bovendien was hij van maart 1938 tot juni 1943 in de staf van de SS in het gebied rond Kassel. Na de Anschluss werd hij lid van de Rijksdag, en bleef dit tot zijn dood. Begin 1939 werd Kutschera ererechter in het Volksgerichtshof.
Kutschera werd in 1940 vanwege de Tweede Wereldoorlog tot SS-Brigadeführer en in september 1942 tot Generalmajor der Polizei bevorderd. Er tekende zich een harde strijd bij het bevechten van de "bendes" in de zogenaamde partizanenstrijd in de Duits bezette gebieden van Krain af. Eind januari 1942 behoorde Kutschera tot de staf van Höheren SS- und Polizeiführer Rußland-Mitte. Hij werd vervolgens tot SS- und Polizeiführer benoemd, eerst van april 1943 voor het district van Mogilew en van 25 september 1943 tot zijn dood op 1 februari 1944 van het district Warschau.

## Dood

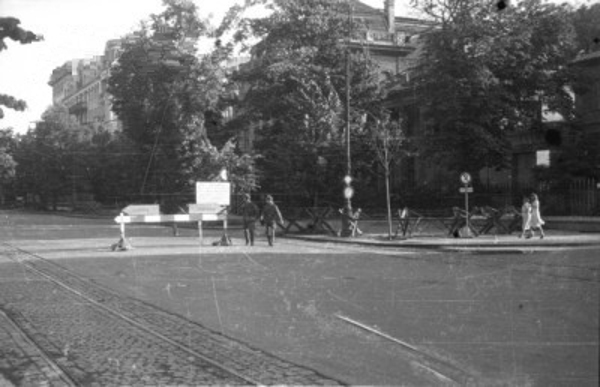
Het kruispunt Aleje Ujazdowskie en de Piusa XI straat, gezien vanaf het noorden. Aan de andere kant van de straat zijn zichtbaar herenhuizen (van links) bij Aleje Ujazdowskie 17 en 19. Achter de bomen verborgen en aan het zicht ontnomen, is het hoofdkwartier voor het Warschau district van SS en politie aan de Aleja Ujazdowskie 23. Voor dat gebouw voerde de Poolse verzet de executie van Franz Kutschera uit.

Kutschera werd door het Armia Krajowa met overeenstemming van de Poolse regering in ballingschap tot de dood veroordeeld, vanwege de massale executies van Poolse burgers. De aanslag zou uitgevoerd worden door het Szare Szeregi, als Kutschera in zijn Opel Admiral met kentekennummer: SS-20795 voor het Leszczyński-Palast in de Aleje Ujazdowskie zou rijden. Bij deze aanslag kwamen vier daders om het leven. Ter vergelding werden er de volgende dag 100 Poolse gijzelaars doodgeschoten.

## Carrière
Kutschera bekleedde verschillende rangen in zowel de Allgemeine-SS als Politie. De volgende tabel laat zien dat de bevorderingen niet synchroon liepen.
| Datums                                          | Kaiserliche und Königliche Kriegsmarine | Allgemeine-SS          | NSDAP                                 | Politie                  | Heer                                          |
| ----------------------------------------------- | --------------------------------------- | ---------------------- | ------------------------------------- | ------------------------ | --------------------------------------------- |
| Juli 1918                                       | Machinejunge                            | —                      | —                                     | —                        | —                                             |
| 1 november 1931                                 | —                                       | SS-Anwärter            | —                                     | —                        | —                                             |
| 12 februari 1932                                | —                                       | SS-mann                | —                                     | —                        | —                                             |
| 15 februari 1932                                | —                                       | SS-Scharführer         | —                                     | —                        | —                                             |
| 20 maart 1933                                   | —                                       | SS-Truppführer         | —                                     | —                        | —                                             |
| 9 november 1935                                 | —                                       | SS-Untersturmführer    | —                                     | —                        | —                                             |
| 9 november 1936                                 | —                                       | SS-Obersturmführer     | —                                     | —                        | —                                             |
| 14 september 1937                               | —                                       | SS-Sturmbannführer     | —                                     | —                        | —                                             |
| 16 maart 1938                                   | —                                       | SS-Obersturmbannführer | —                                     | —                        | —                                             |
| 17 maart 1938                                   | —                                       | —                      | Haupt-Dienstleiter der NSDAP          | —                        | —                                             |
| 24 mei 1938                                     | —                                       | —                      | Stellvertretender Gauleiter der NSDAP | —                        | —                                             |
| 20 februari 1938                                | —                                       | —                      | Gauleiter der NSDAP                   | —                        | —                                             |
| 28 september 1938 (met ingang van 25 juli 1938) | —                                       | SS-Standartenführer    | —                                     | —                        | —                                             |
| 30 januari 1939                                 | —                                       | SS-Oberführer          | —                                     | —                        | —                                             |
| 1940                                            | —                                       | —                      | —                                     | —                        | Oberjager d. R. und Reserve-Offizier-Anwärter |
| 9 november 1940                                 | —                                       | SS-Brigadeführer       | —                                     | —                        | —                                             |
| 9 november 1942                                 | —                                       | —                      | —                                     | Generalmajor der Polizei | —                                             |

## Lidmaatschapsnummers
- NSDAP-nr.: 363 031[9][1] (lid geworden 5 december 1930[9][2][8])
- SS-nr.: 19659[9][1] (lid geworden 1 november 1931[9][2][8])

## Onderscheidingen
- IJzeren Kruis 1939, 1e Klasse (14 februari 1943[3]) en 2e Klasse[4] (beide op 14 februari 1938[9])
- Ehrenwinkel der Alten Kämpfer in februari 1934[3]
- Medaille ter Herinnering aan de 13e Maart 1938[9] in 1938[3]
- Gouden Ereteken van de NSDAP[10] op 30  januari 1939[9][2]
- SS-Ehrenring in 1940[3]
- Ehrendegen des Reichsführers-SS op 30 januari 1942[3]
- Kruis voor Oorlogsverdienste, 1e Klasse en 2e Klasse[9][4][3]
- Julleuchter der SS op 16 december 1935[9][3]
- Dienstonderscheiding van de NSDAP in brons[9][4][3]
- SS-Zivilabzeichen (nr.14701)[9][3]

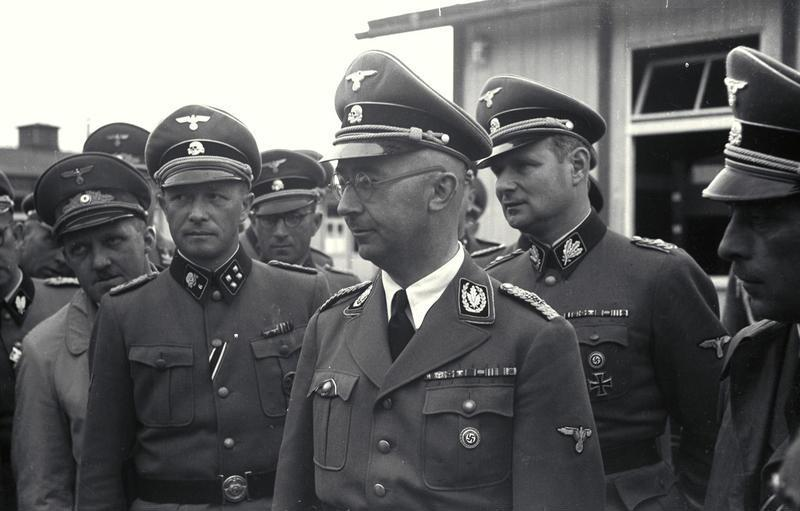
Werkbezoek van Heinrich Himmler (vooraan) aan KZ Mauthhausen in april 1941, met van links naar rechts August Eigruber, Franz Ziereis, August Schmidhuber, Himmler, Karl Wolff en Franz Kutschera.
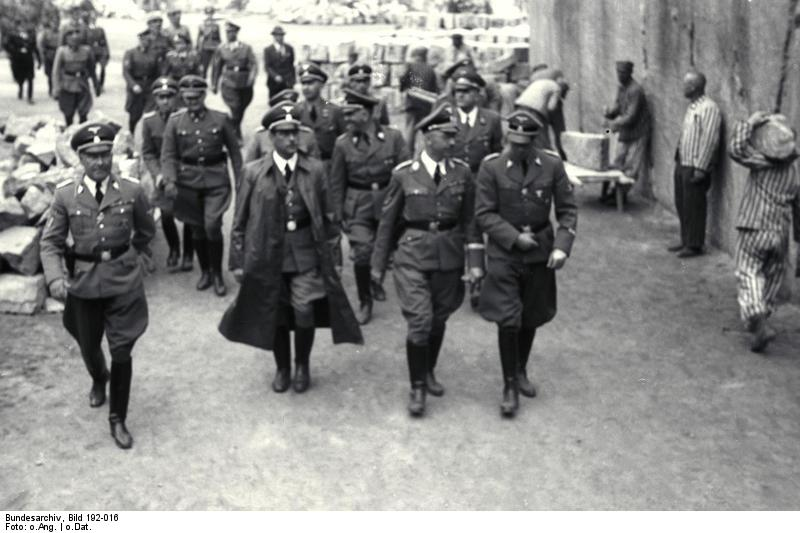
Himmler bezoekt KZ Mauthhausen. V.l.n.r. Peter Adolf Caesar Hansen, Franz Kutschera, Heinrich Himmler, Wilhelm Bittrich.
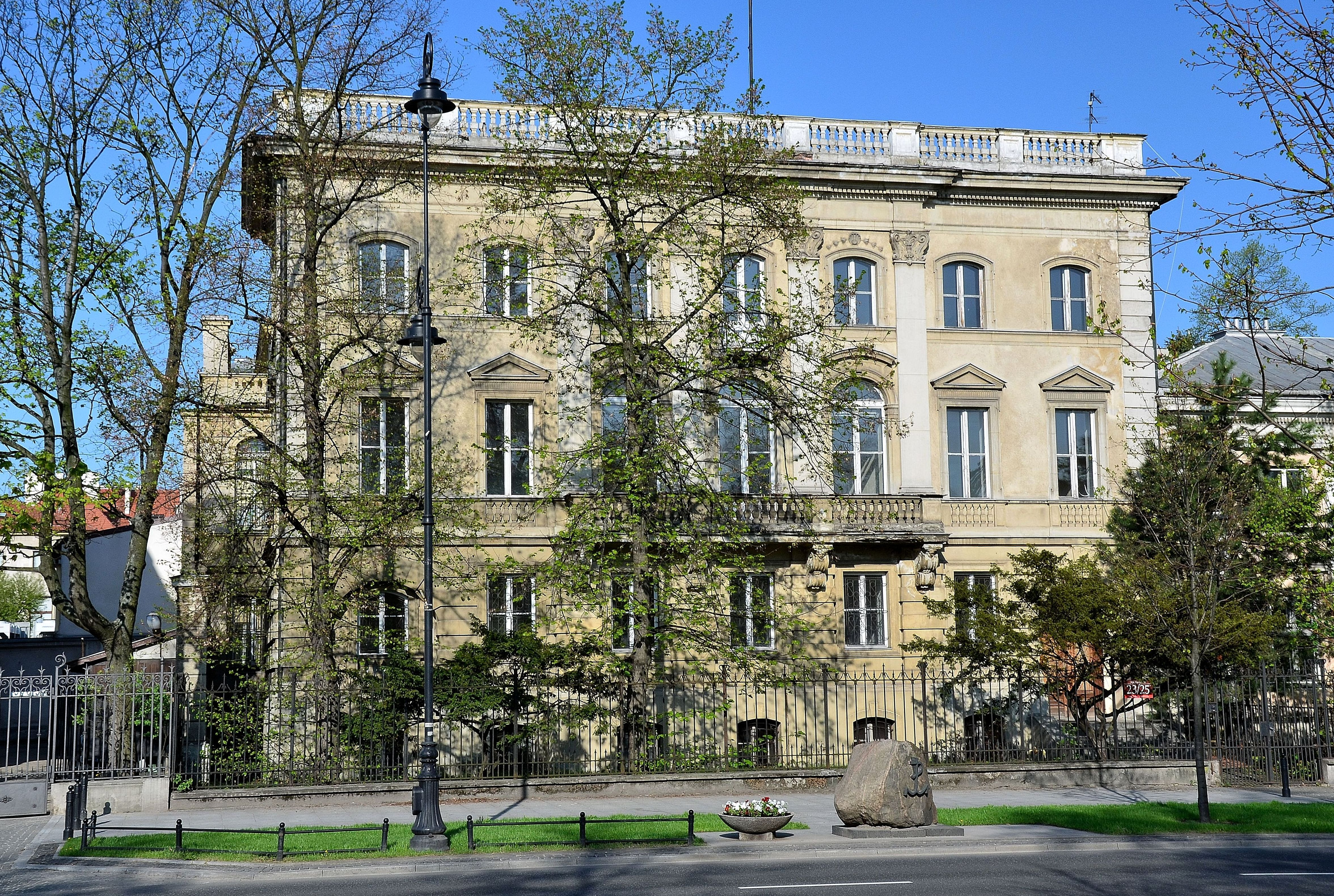
Leszczyński-Palast aan de Aleje Ujazdowskie 23 in Warschau.
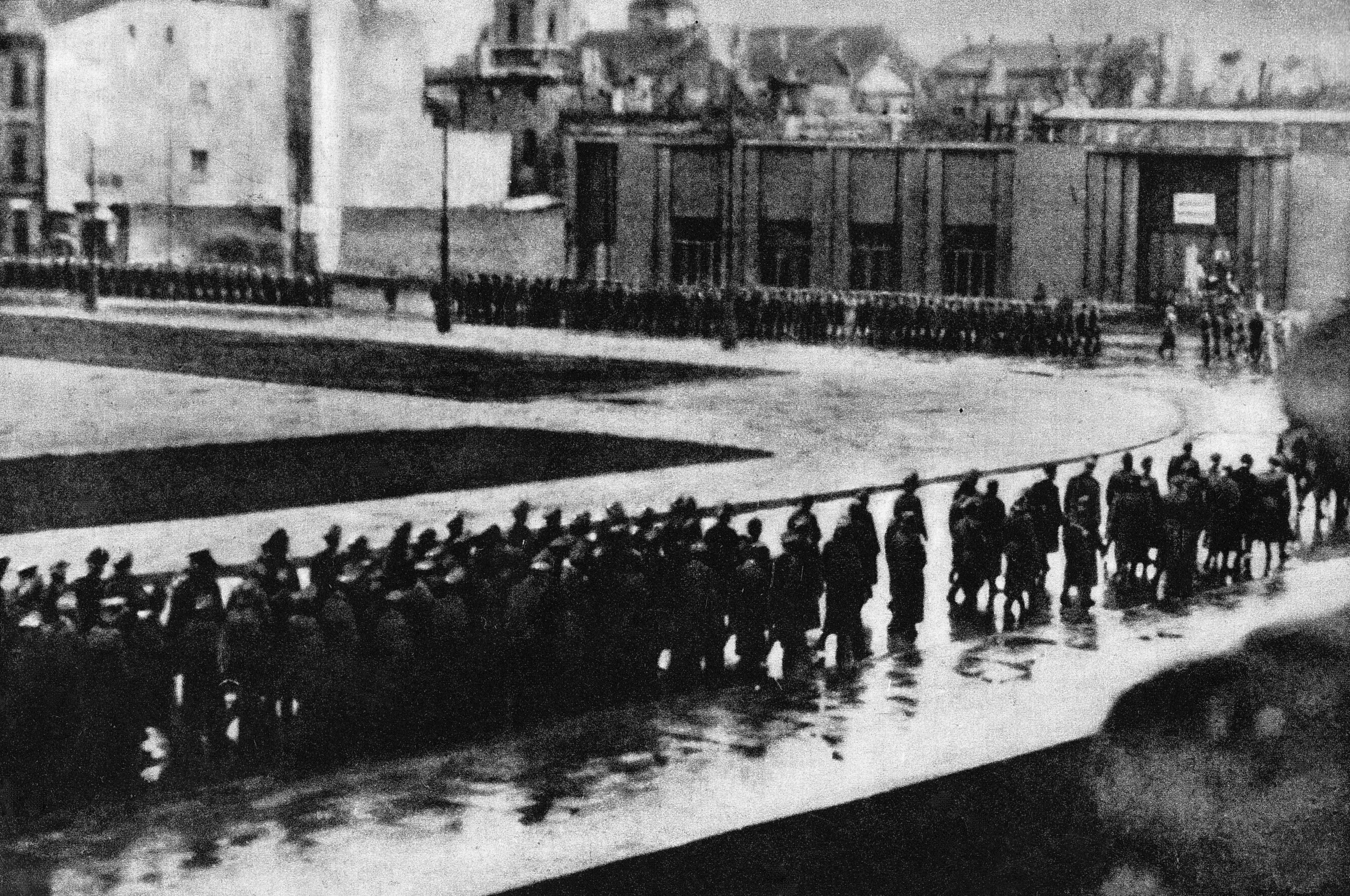
Begrafenisstoet voor Franz Kutschera in Warschau, 4 februari 1944.
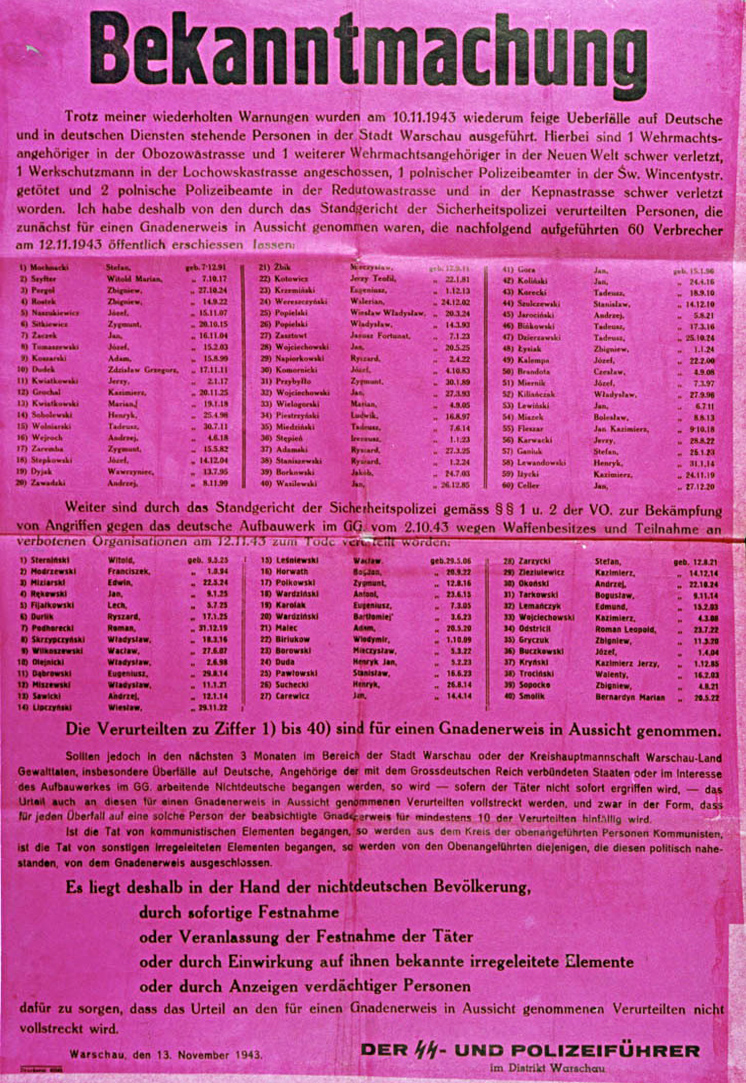
De bekendmaking van het doodschieten van 100 Poolse gijzelaars door de Duitse autoriteiten in Polen in 1941.
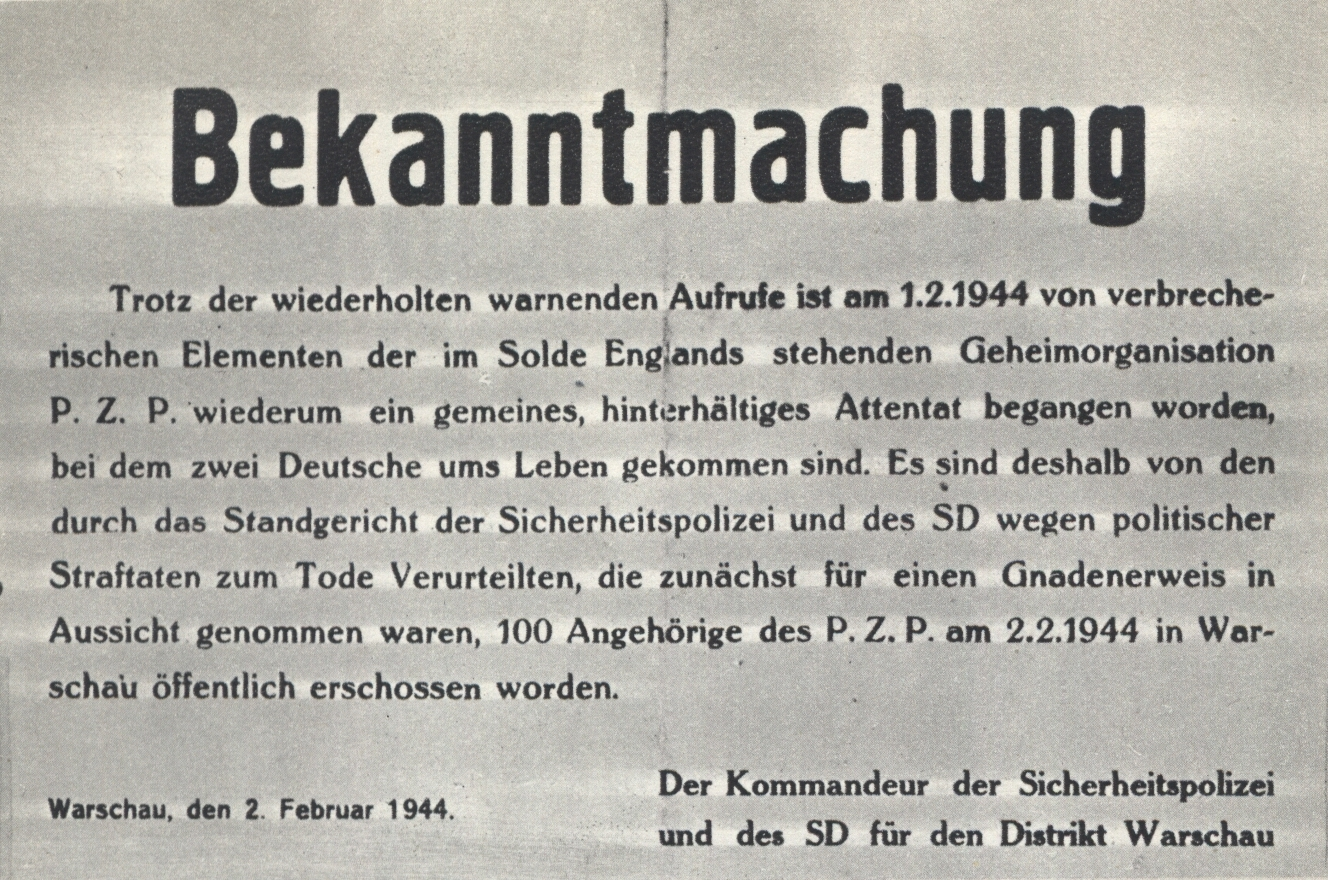
De bekendmaking van het doodschieten van 100 gijzelaars in bezet Warschau na de dood van Franz Kutschera in februari 1944.